# Mariana Coelho
Mariana Coelho (Sabrosa, 10 de septiembre de 1857 - Curitiba, 29 de noviembre de 1954) fue una educadora, ensayista y poetisa lusobrasileña, y una de las pioneras del feminismo en Brasil.
Nació en Sabrosa, una aldea remota del norte de Portugal, donde había nacido Hernando de Magallanes (1480-1521). Era hija del farmacéutico Manoel Antônio Ribeiro Coelho y María do Carmo Teixeira Coelho, y fue hermana de los escritores Carlos Alberto Teixeira Coelho (quien migró a Brasil con ella) y Thomaz Alberto Teixeira Coelho (capitán del ejército portugués).
Emigró a Brasil en 1892 ―a los 35 años―, y se estableció en Curitiba, que en ese momento era una pujante ciudad de 320 000 habitantes, y una tasa de analfabetismo superior al 65 %.
A principios de 1893 se publicaron sus primeros poemas.
El vínculo con su hermano Carlos Alberto Teixeira Coelho (periodista y masón, que no dejó obra), fue un factor decisivo en su rápida entrada en la comunidad literaria de Curitiba, en su socialización e incluso aceptación. Ser la hermana de Teixeira Coelho le aseguró a Mariana Coelho el acceso automático al mundo alfabetizado. Escribió en los periódicos de su hermano e incluso se relacionó con la masonería ―que era un reducto de diversos intelectuales librepensadores curitibanos―, lo que de alguna manera dio legitimidad a su escritura.
En 1902 fundó el colegio Alberto Santos Dumont, que condujo durante más de quince años ―hasta 1917―.
En 1908 fue galardonada con la medalla de plata en la Exposición Nacional, en Río de Janeiro, por su libro Paraná mental.
Más tarde, en Curitiba, fue directora de la Escuela Profesional Femenina «República Argentina» ―institución fundada en 1916, que tuvo un papel fundamental en el desarrollo de la emancipación femenina en la región―, en la que al principio fungió como profesora de dactilografía y secretaria, y en la que en 1926 pasó a ocupar el cargo de directora, en el que permaneció hasta 1940.
Integró la Federación Brasileña por el Progreso Femenino, participando en los congresos feministas de 1922, 1933 y 1936.
Su obra más importante fue La evolución del feminismo: subsidios para su historia.
Fue patrona de la silla n.º 30 de la Academia Paranaense de Poesía y de la silla n.º 28 de la Academia Femenina de Letras de Paraná.
En un estudio sobre el feminismo en Brasil ―especialmente en el estado de Paraná―, Zahidé Muzart caracterizó a Mariana Coelho como la «Beauvoir tupiniquim», refiriéndose a la feminista francesa Simone de Beauvoir (1908-1986), y a la etnia tupinaki (pueblo originario ya extinguido, de la familia tupí-guaraní).
Falleció soltera de un ataque cardiaco en Curitiba el 29 de noviembre de 1954, a los 97 años de edad.

## Publicaciones
- 1908: O Paraná mental. Curitiba: Económica. Reeditado por la Imprenta Oficial de Paraná en 2002.
- 1933: A evolução do feminismo: subsídios para a sua historia. Río de Janeiro: Imprensa Moderna, 1933. Reeditado por la Imprenta Oficial de Paraná en 2002;
- 1934: Um brado de revolta contra a morte violenta. Curitiba: Oficina Gráfica «A Cruzada».
- 1937: Linguagem. Curitiba: Oficina Gráfica «A Cruzada».
- 1939: A primavera. Curitiba: Imprensa Escolar.
- 1940: Cambiantes (contos e fantasías). São Paulo: Emprêsa Gráfica da «Revista dos Tribunais».
- 1956 (obra póstuma): Palestras educativas. Curitiba: Centro de Letras do Paraná.